# 津軽貞栄
津軽 貞栄（つがる さだえ）は、江戸時代中期から後期にかけての弘前藩士。

## 生涯
津軽玄栄の三男として生まれ、一族の津軽大弐の養子となった。宝暦5年（1755年）に家督および知行800石を継いだ。
安永5年（1776年）12月には書院番頭及び用人兼帯となった。天明3年（1783年）5月江戸詰めから帰国すると、飢饉の実情を見て、江戸の津軽信寧に報告した。それまでは、江戸詰めの用人大谷津四郎が権勢を奮い、国許からの報告を妨げ、対策が取られていなかった。天明2年（1782年）2月、藩主・津軽信明の命により大坂に上り、飢饉救済のために資金調達を行った。8月に信明が津軽に入ると、9月に家老に任じられた。そこで国許復興の命を受け、「寛政の改革」が行われた。天明6年（1786年）10月には金17000両を上方から調達している。しかし、一方で江戸で吉原の大門を3度も示させ、好んで着用した黒色の衣装と豪勢な金の使い方から「黒大尽」と噂された。寛政11年（1799年）4月には、このことが原因で家老を免職、7月には知行を200石減らされ800石となり、嫡子・永孚と共に蟄居となった。家督は三男・貞升が継いだ。
文化6年（1809年）12月、蟄居が解除され、城代隠居次順となった。藩主・津軽寧親は、よく城内に呼んでその功績を褒め称えて語り合ったという。藩政に貢献し、また門人も多く非常に慕われた。